# Kempische Gotik

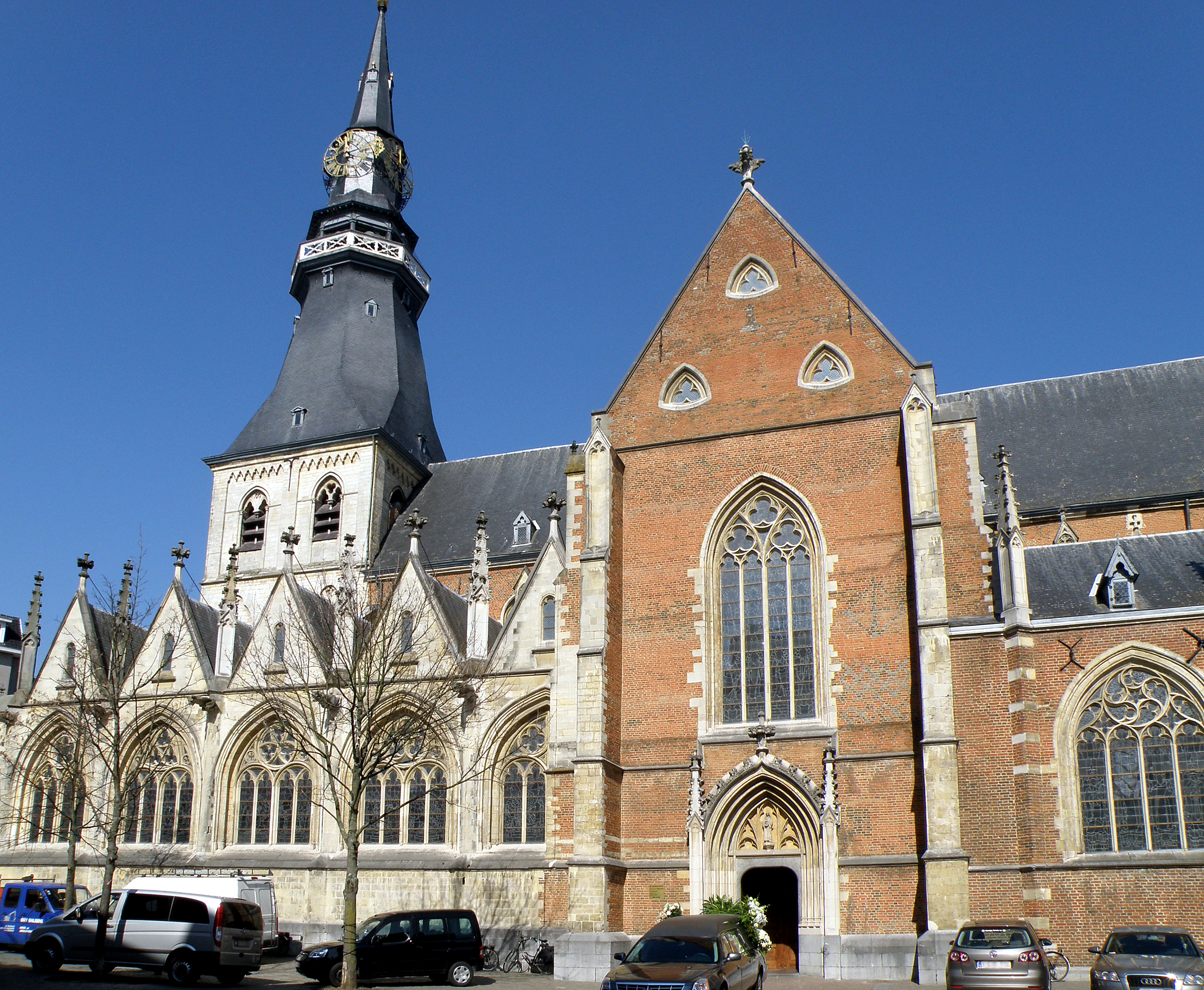
St.-Quintinus-Kathedrale in Hasselt – Backstein mit Werksteindekor im Kempenland

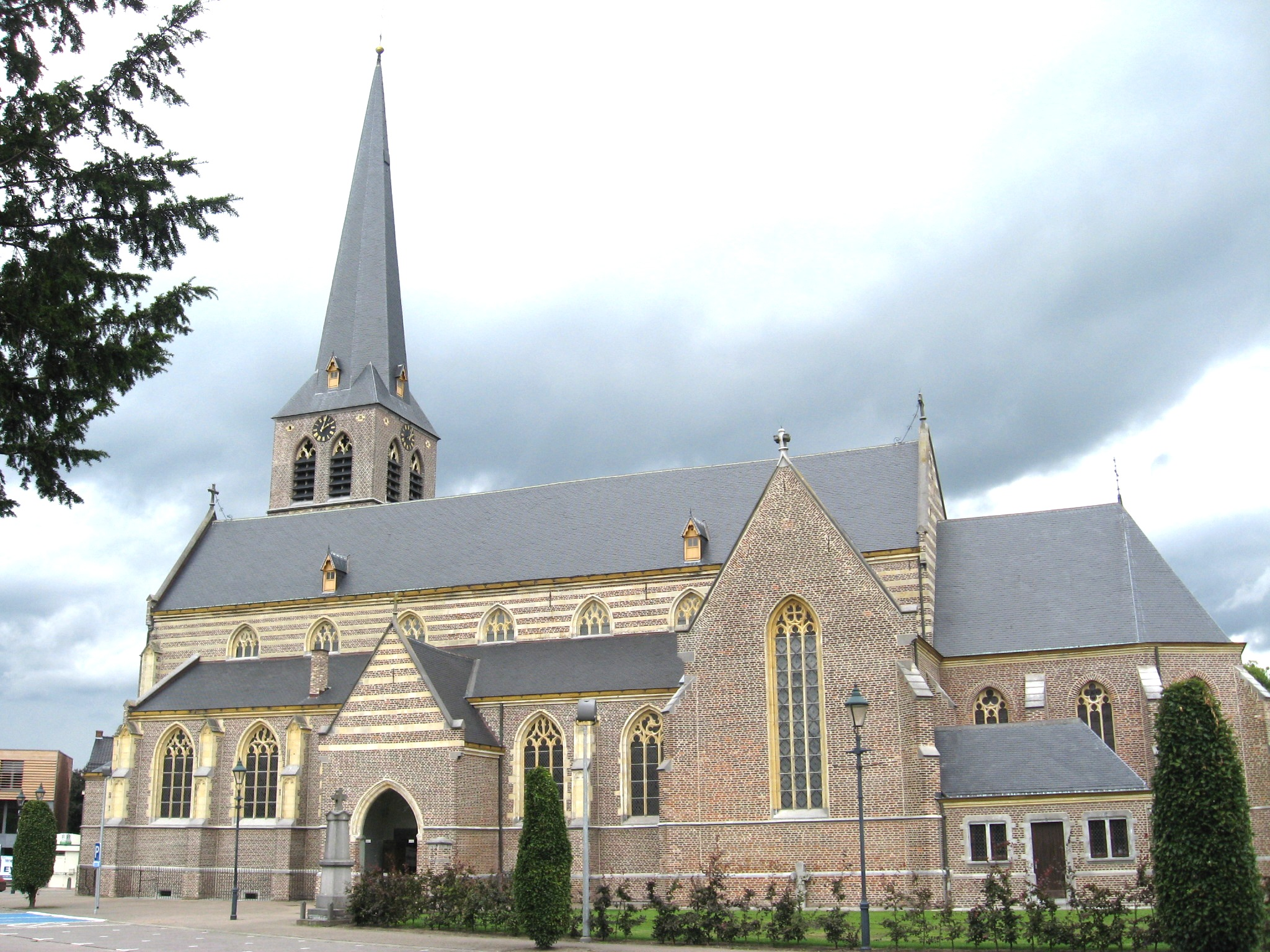
St. Trudokerk in Eksel – Specklagen im Kempenland

Die Kempische Gotik, in Belgien zumeist ‚Kempische Gotiek‘, in den Niederlanden zumeist ‚Kempense Gotiek‘ genannt, ist eine besondere Form der Backsteingotik. Sie ist nach der heute überwiegend zu Belgien gehörenden Landschaft Kempenland benannt, aber nicht nur dort verbreitet, sondern in manchen anderen Regionen eher zahlreicher.
Im Unterschied zur Backsteingotik des flämischen Küstenlandes und den meisten gotischen Backsteinbauten Hollands, der östlichen Niederlande und Norddeutschlands verwendet sie viel Werksteindekor nach dem Muster der Brabanter Gotik. Der Farbunterschied zwischen Backstein und Naturstein wird ästhetisch genutzt. Dazu gehören nicht nur Steinmetzarbeiten. Typisch sind auch sogenannte Specklagen von Tuff oder Kalkstein im glatten oder mit Backstenverzierungen gegliederten Mauerwerk. Die volkstümliche Begriffsverwendung konzentriert sich auf diese Specklagen.
Herman Strijbos kritisierte in seinem Aufsatz von 1992 die undifferenzierte Verwendung der Stilbezeichnung. Sie wird aber seither in niederländischen Fachpublikationen und vor allem von der flämischen Denkmalverwaltung Agentschap Onroerend Erfgoed mit großer Sicherheit verwendet.